# Relations entre la Russie et la Serbie
Les relations entre la Russie et la Serbie sont l'une des plus fortes en Europe.
C'est au nom de l'amitié serbo-russe que la Russie a déclaré la guerre à l'Autriche-Hongrie en 1914. Les Serbes et les Russes se voient comme des peuples frères. En mars 2012, la Lituanie a bloqué l'accord entre l'UE et la Serbie arguant du fait que la Serbie est un État trop proche de la Russie. 

## Aspects culturels, politiques et économiques au cours de l'Histoire

### Origines, langue et Église
Dans la Chronique des temps passés, compilée vers 1111 par un moine russe nommé Nestor, il y est dit que tous les peuples Slaves seront répandus à travers l'Europe via les Balkans.
Les Russes et les Serbes sont deux peuples, européens et slaves, parlant deux langues issues du même idiome, le slave commun (langue commune de tous les slaves), chaque langue ayant cependant ses propres variations. De plus, les deux nations pratiquent le christianisme orthodoxe et utilisent la même langue religieuse, le slavon d'église. Tous ces paramètres amènent à une proximité culturelle des deux peuples. La Serbie a par ailleurs donné à la Russie un tsar, Ivan le Terrible, qui avait une ascendance serbe, et la Russie impériale créa deux territoires destinés à accueillir les Serbes fuyant l'occupation turque : la Nouvelle Serbie (province historique) et la Slavo-Serbie.
Après la chute de Constantinople en 1453, puis de Smederevo en 1459, les Églises serbe et grecque ont élu Moscou comme troisième Rome, Moscou restant la seule grande ville orthodoxe du monde à cette date. Des militaires, des religieux et des savants partirent alors pour Moscou. On peut dire que leur l'objectif de sauver l'Orthodoxie fut couronné de succès car c'est autour de Moscou que s'est construite la Russie moderne. Aujourd'hui encore, les Églises serbe et russe partagent le messianisme orthodoxe : par exemple, à partir de 1990, après la chute du bloc soviétique, un nombre important de moines orthodoxes sont partis de Serbie pour re-christianiser la Russie post-soviétique, ce qui a rapproché encore plus les deux Églises orthodoxes.

### Russie protectrice des Serbes sous l'occupation ottomane

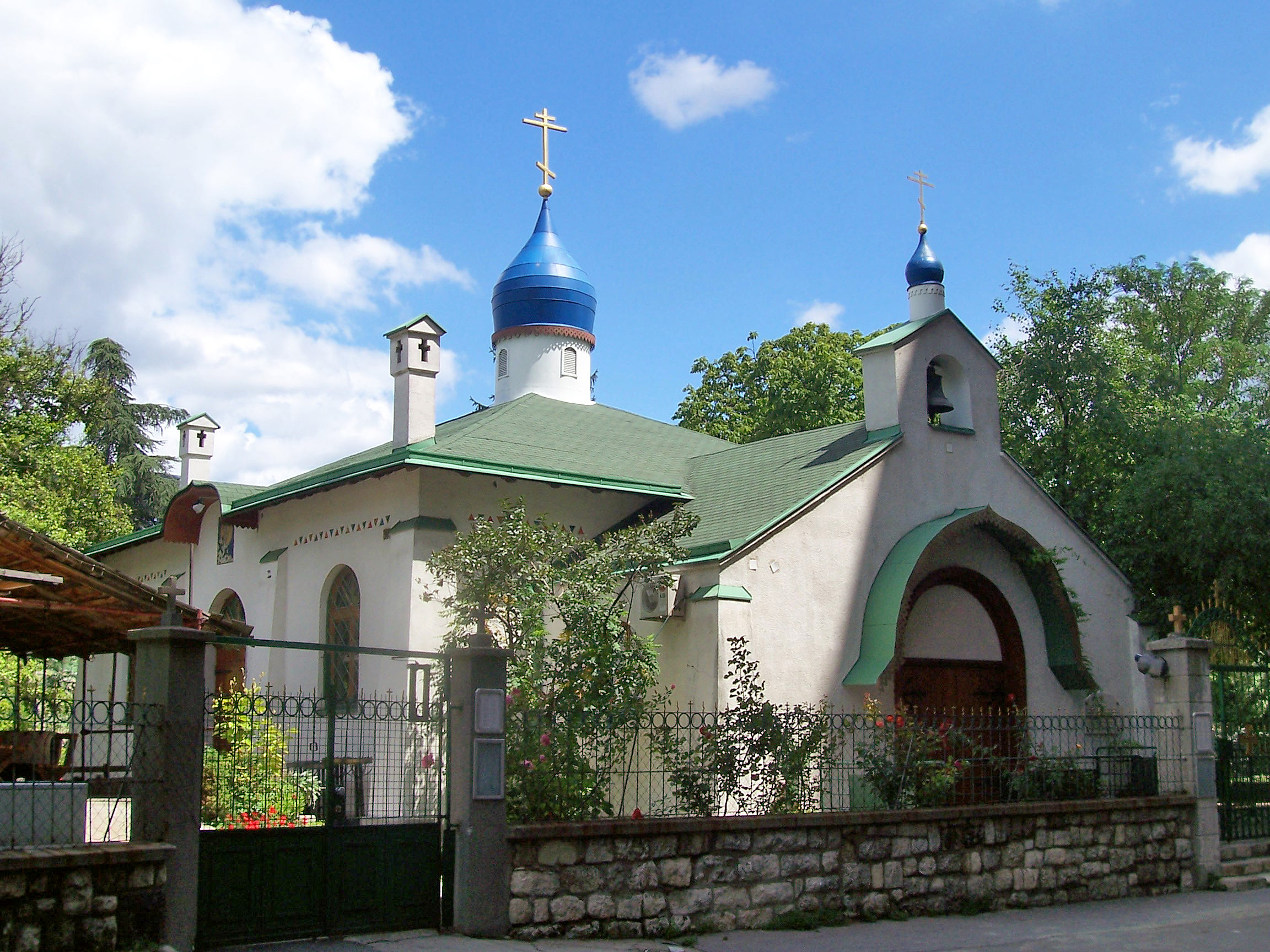
L'église orthodoxe russe de Belgrade.

Dès les XVIIe et XVIIIe siècles, après l'occupation de la Serbie par l'Empire ottoman et une fois que la Moscovie fut elle-même totalement libérée de l'occupation mongole, la Russie subventionna largement la Serbie et le Monténégro, derniers berceaux de la culture serbe avec la diaspora d'Autriche-Hongrie. En 1806, le tsar va jusqu'à occuper la région de Kotor, le port de Budva, les îles de Hvar et de Brač et l'Herzegovine serbe, avec laquelle il chercha ensuite à reprendre la ville de Dubrovnik qui était sous le contrôle de Napoléon Bonaparte, le tout dans le but de créer un État serbe auquel il était prévu d'annexer également une partie de la Dalmatie. À la suite du traité de Tilsitt, Alexandre Ier est finalement obligé d'évacuer la région.
Cependant, 20 ans plus tard, le prince-évêque Petar II Petrović-Njegoš, le fameux prince poète, considéré aujourd'hui encore comme le plus grand écrivain de la littérature serbe, entreprend un voyage en Russie, au cours duquel il est décidé de procéder à des échanges d'ambassadeurs. L'ambassadeur nommé est un Serbe de Dubrovnik, Jeremij Gagic. L'objectif de la Russie est l'établissement d'un port au Monténégro, le contrôle d'un port en Méditerranée étant un objectif russe de longue date. Les Serbes d'Autriche-Hongrie et les Serbes restés sous administration ottomane qui étaient en train de fomenter le premier soulèvement serbe, demandent à la Russie son soutien par le biais de Georges Karađorđević. Là encore, en raison du traité de Tilsitt, les Russes ne peuvent intervenir comme ils le désireraient et se contentent d'envoyer des conseillers militaires. On voit là les limites de la politique russe pro-serbe, qui en raison de facteurs politiques internationaux de court terme ou de la situation de faiblesse de la Russie, ne peut venir en aide à ses frères serbes (ce qui est également le cas concernant la Bulgarie).
Lors de la seconde révolte serbe contre les Turcs, la Russie, ayant davantage de marge de manœuvre, a pesé de tout son poids diplomatique et devint officiellement le protecteur de la Serbie, la détachant ainsi de l'emprise totale des Turcs. Lorsque, en 1878, le sort de la Bosnie est décidé (après la guerre russo-turque de 1877-1878), la Russie fait faux bond et ne peut envoyer que 5 000 volontaires russes engagés avec la Serbie. Cette situation conduira à la crise bosniaque de 1908 et, en 1914, ce sera l'alliance Serbie-Russie qui déclenchera le mécanisme des alliances et donc la Première Guerre mondiale.

### Union soviétique et Yougoslavie royaliste et socialiste: les guerres idéologiques
Après la révolution bolchévique de 1917, la Yougoslavie royaliste devient l'État à abattre pour l'URSS. En effet, plus de 100 000 Russes blancs sont réfugiés auprès de la monarchie (d’origine serbe) des Karađorđević, qui gouverne la Yougoslavie de 1918 à 1941. La politique anti-Serbes de l'URSS est si forte qu’elle encourage l'indépendance de la Croatie, de la Slovénie et de la Macédoine. Accusant la Yougoslavie d'être une prison des peuples et les Serbes d'être des « bourgeois grand-serbes », l'URSS a même subventionné le Parti paysan croate, premier parti ayant des revendications indépendantistes.
Avec la Seconde Guerre mondiale, Moscou change de stratégie : plus question de « diviser pour affaiblir », l'union de la Yougoslavie est nécessaire pour combattre les nazis. Courte période d'amitié entre Yougoslavie et URSS : très vite après la fin de la guerre, dès 1947, Tito quittera le bloc de l'Est pour rejoindre le camp des non-alignés.

## Russie et Serbie depuis la fin de la guerre froide

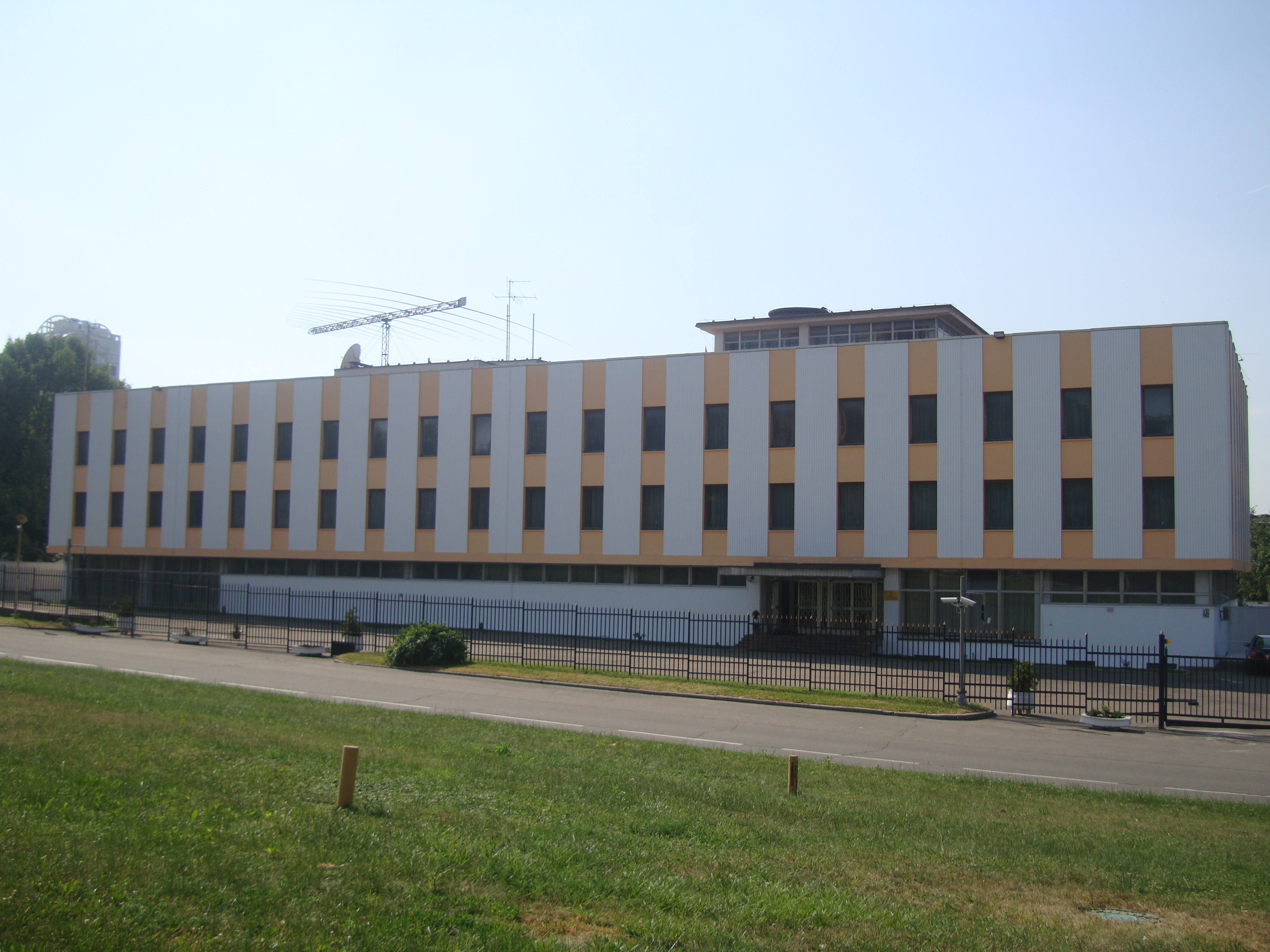
L'ambassade serbe à Moscou.

Malgré les nombreux changements de régime en Russie comme en Serbie, et sauf lors de la période de l'entre-deux-guerres, la proximité culturelle entre les deux peuples leur a permis de conserver des liens forts.
Après la chute de Milošević, la Serbie du président Zoran Đinđić s'est tournée vers les États-Unis et l'Union européenne. En 2003, par exemple, Jovica Stanišić, chef de la Sûreté d’État de Serbie (DB), a fourni aux forces américaines les plans du réseau de bunkers de Bagdad, construit et mis en place au cours des années 1970 par la Yougoslavie de Tito. Cela a été l'ouverture d'une ère nouvelle des relations americano-serbes.
Mais la reconnaissance de l'indépendance du Kosovo par les États-Unis et leur politique pro-kosovare ont affaibli les partis pro-américains de Serbie. La Russie de Vladimir Poutine a profité des erreurs de George W. Bush pour regagner en influence sur l'échiquier balkanique. Grâce à une politique de soutien vis-à-vis du Kosovo ainsi qu'un fort soutien économique (près de 1 milliard de dollars), ainsi que le projet South Stream qui offre un double intérêt géostratégique, elle a fait de la Serbie la « nouvelle Ukraine » du gaz européen, lui assurant au passage une indépendance énergétique et lui offrant une importante manne financière sous forme de droits de passage ,.  
En mai 2013, la Serbie adhère à l'organisation du traité de sécurité collective (OTSC) en tant qu’État observateur. Elle est donc le premier État non membre du pacte de Varsovie à adhérer à une alliance avec la Russie post-soviétique. En outre, la Russie investit 800 millions de dollars pour la modernisation des chemins de fer serbes, et offre un prêt de 300 millions de dollars qui permet à la Serbie de respirer en cette période de crise financière puisque cette dernière est en carence d'argent du FMI. Entre l'an 2000 et 2019, le président Russie Vladimir Poutine a été reçu ou a rencontré 14 fois un dirigeant serbe, un record. Lors de sa dernière visite à Belgrade en décembre 2019, il a été accueilli sur la place devant Saint-Sava à Belgrade par 120 000 Serbes où il s'est même exprimé en public.
Une campagne de recrutement du groupe Wagner en Serbie déclenche une vive réaction du président serbe Aleksandar Vucic en janvier 2023, qui s'oppose à ce que certains de ses concitoyens rejoignent le groupe Wagner, malgré les bonnes relations qui existent entre son pays et la Russie.

## Sources